# Logistikbrigade 100

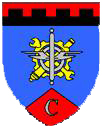
Internes Verbandsabzeichen Stab

Die Logistikbrigade 100 mit letztem Sitz des Stabes in Unna war im Heer der Zukunft (2002–2007) eine von sechs Kampfunterstützungs- bzw. Logistikbrigaden des Heerestruppenkommandos. Die Brigade wurde 2002 aufgestellt und bereits Mitte 2007 außer Dienst gestellt, nachdem die Brigade zuletzt Teil der Streitkräftebasis war.

## Verbandsabzeichen
Das Verbandsabzeichen (Ärmelabzeichen) der Brigade zeigte  zwei gekreuzte Schwerter auf schwarz, rot, blauem Grund im Wappenschild und glich bis auf die Umrandung dem Verbandsabzeichen des Heerestruppenkommandos. Die gekreuzten Schwerter standen für die Heerestruppenteile. Die Farbe schwarz symbolisierte die Pioniertruppe, rot die Artillerie-, Heeresflugabwehr- und die ABC-Abwehrtruppe. Blau stand für die Logistiktruppe. Damit waren die Waffenfarben der unterstellten Truppen im divisionsäquivalenten Heerestruppenkommando im Wappen abgebildet. Alle dem Heerestruppenkommando ehemals unterstellten Brigaden führten ein bis auf die Umrandung identisches Verbandsabzeichen, das meist in der jeweiligen Waffenfarbe umrandet war. Hier war das für die Logistiktruppe blau. Zusätzlich signalisierte eine innen liegende Umrandung in silber, dass die Logistikbrigade die erste von zwei Logistikbrigaden war. Diese Symbolik der weißen/silbernen Umrandung für die jeweils erste Brigade war typisch für die heraldische Darstellung der Brigadeabzeichen in den ursprünglichen zwölf Divisionen des Heeres.

## Gliederung
Zur Brigade zählten (u. a./temporär):
- Stab und Stabskompanie, Unna
- Nachschubbataillon 7, Unna / Ahlen
- Nachschubbataillon 51, Schwalmstadt
- Transportbataillon 801, Lippstadt
- Transportbataillon 493, Lippstadt
- Instandsetzungsbataillon 466, Volkach (Mainfranken-Kaserne)
- Logistikregiment 7, Unna
  - Instandsetzungsbataillon 7, Unna, Augustdorf

## Geschichte
Die Brigade wurde im Oktober 2002 in Dienst gestellt und war neben der Logistikbrigade 200 eine der Logistikbrigaden des Heerestruppenkommandos. Zur Aufstellung wurde das Logistikregiment 7 mit dem unterstellten Logistikbataillon 7 herangezogen. 2005 wechselte die Brigade im Zuge der Umgliederung des Heerestruppenkommandos zur Streitkräftebasis (Wehrbereichskommando I - Küste). Der Außerdienststellungsappell erfolgte am 6. Dezember 2006 in Unna. Die endgültige Auflösung wurde zum 30. Juni 2007 vollzogen. Das Instandsetzungsbataillons 466 wechselte am 6. Dezember 2006 zum Logistikregiment 46. 2006 wurde das Instandsetzungsbataillon 7 der Panzerbrigade 21 unterstellt.

## Kommandeure
Die letzten Kommandeure waren:
| Nr. | Name                                  | Beginn der Berufung | Ende der Berufung |
| --- | ------------------------------------- | ------------------- | ----------------- |
| 3   | Oberst Erich Pokorny                  | 1. Okt. 2006        | 30. Juni 2007     |
| 2   | Brigadegeneral Harry Richter          | 8. Jan. 2004        | 30. Sep. 2006     |
| 1   | Brigadegeneral Hans Peter Ueberschaer | 1. Okt. 2002        | 7. Jan. 2004      |